# Атланта (Небраска)
Атланта (енгл. Atlanta) град је у америчкој савезној држави Небраска.

## Демографија
По попису из 2010. године број становника је 131, што је 1 (0,8%) становника више него 2000. године.
| Група             | 2000.       | 2010.       |
| Белци             | 128 (98,5%) | 130 (99,2%) |
| Афроамериканци    | 0 (0,0%)    | 0 (0,0%)    |
| Азијати           | 0 (0,0%)    | 0 (0,0%)    |
| Хиспаноамериканци | 0 (0,0%)    | 0 (0,0%)    |
| Укупно            | 130         | 131         |